# Leopardus guttulus
Leopardus guttulus és una espècie de mamífer carnívor de la família dels felins i del gènere Leopardus que habita les selves subtropicals del centre-est de Sud-amèrica. En arribar la nit surt a recórrer el seu territori a la recerca dels animals que constitueixen el seu aliment: aus i rosegadors.

## Distribució
Es troba al centre i sud del Brasil, est de Bolívia, nord de l'Uruguai, el Paraguai i el nord de l'Argentina.

## Taxonomia
Aquesta espècie fou descrita originalment l'any 1872 pel zoòleg alemany Reinhold Friedrich Hensel. Durant molt de temps només fou considerada una subespècie de Leopardus tigrinus (L. t. guttulus).
Tanmateix, un estudi genètic publicat l'any 2013 i dut a terme sobre dues poblacions de L. tigrinus del Brasil, que aparentment tenien continuïtat geogràfica, mostraren que no hi havia flux genètic entre elles. Aquest fet permeté el seu reconeixement com a integrants d'espècies diferents, L. guttulus al sud i L. tigrinus al nord-est.
Les poblacions australs d'aquest animal mostren una recent i contínua hibridació amb el gat de Geoffroy (L. geoffroyi) a la zona de contacte entre ambdues espècies, fet que es tradueix en casos que presenten una mescla interespecífica que arriba a grans extrems.